# Teixidor de Weyns
El teixidor de Weyns (Ploceus weynsi) és un ocell de la família dels ploceids (Ploceidae).

## Hàbitat i distribució
Habita els boscos de les terres baixes de l'oest i nord de la República Democràtica del Congo, Uganda i l'extrem nord-oest de Tanzània.